# Jean-Baptiste Lesueur
Jean-Baptiste-Cicéron Lesueur (Clairefontaine-en-Yvelines, 1796-París, 1881) fue un arquitecto francés.

## Biografía
Nacido el 5 de octubre de 1794 en la localidad de Clairefontaine, perteneciente al antiguo departamento de Seine-et-Oise, fue alumno de Percier y Auguste Famin. Ganó el segundo gran premio de arquitectura y, en 1819, el primer gran premio, junto con Callet, por el proyecto de un cementerio. Estuvo en Italia. Su principal envío desde Roma, un proyecto de reconstrucción de la Basílica Ulpia (cinco hojas de dibujos y una memoria), se publicó a expensas del Estado. De su paso por Italia también se deben las obras Vues des monuments antiques de Rome (1827), en colaboración con el pintor Alaux, y Architecture italienne, ou Palais, maisons et autres édifices de l'Italie moderne (1829), en colaboración con Callet.

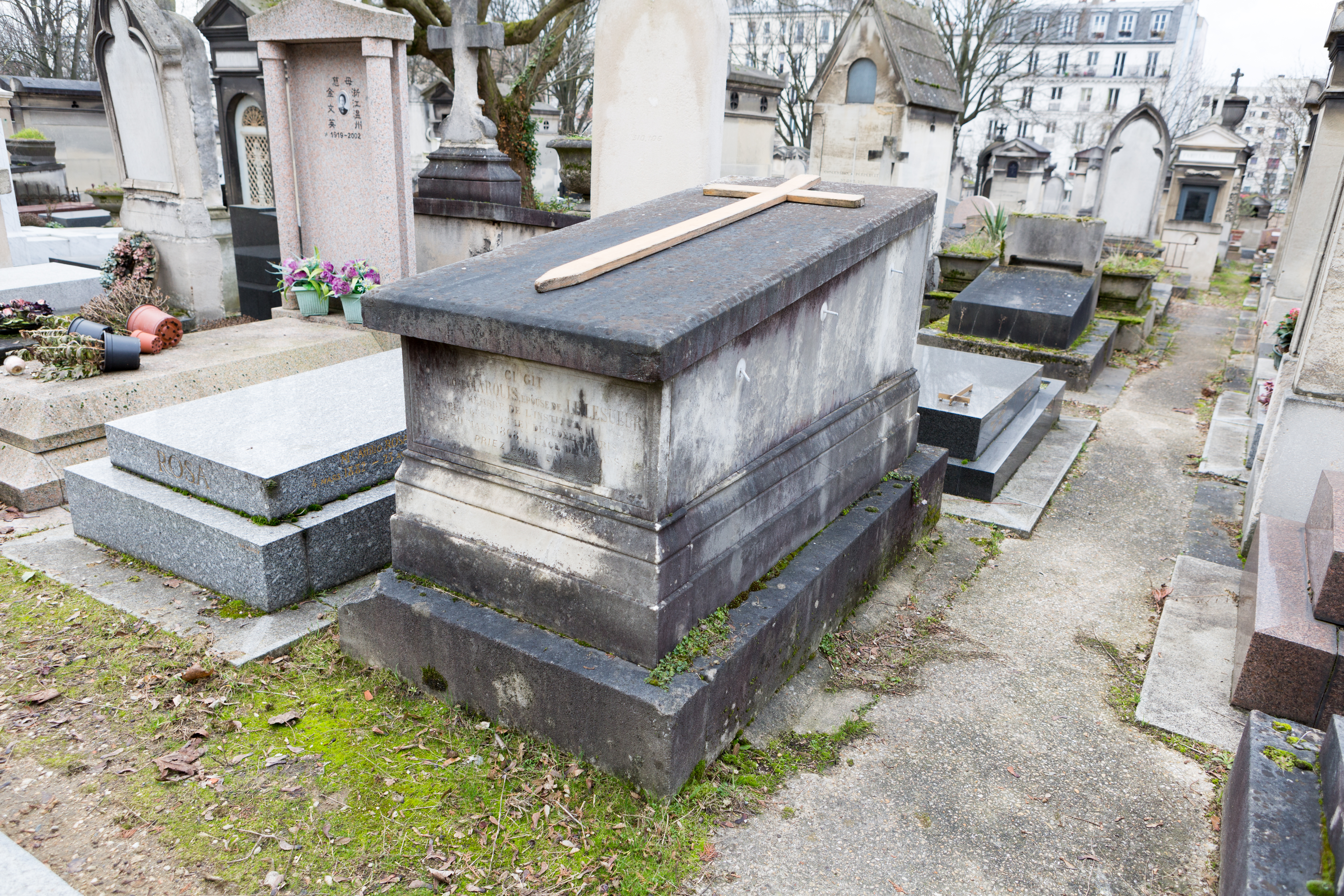
Tumba de Lesueur en el cementerio del Père Lachaise

Lesueur, quien también publicó una Chronologie des rois d'Egypte, premiada y publicada por la Academia de Inscripciones y Bellas Letras, y una Histoire et théorie de L'Architecture, sucedió a Blouet en 1853 como profesor de teoría arquitectónica en la Escuela de Bellas Artes. Fue miembro del Instituto y recibió la gran medalla de oro del Instituto Real de Arquitectos Británicos. Además del Conservatorio de Música de Ginebra, una villa en Italia y varias casas construidas en París alrededor de 1840 al estilo italiano, que fueron muy imitadas, se le debe también la ampliación realizada, entre 1835 y 1854, del antiguo ayuntamiento de París, incendiado en 1871. Falleció el 25 de diciembre de 1883 en París.